# André Fridenbergs
André Fridenbergs (14 februari 1953) is een voormalige Belgische atleet, die gespecialiseerd was in het hordelopen en de tienkamp. Hij veroverde op twee onderdelen zeven Belgische titels. 

## Biografie
André Fridenberg werd voor het eerst Belgisch kampioen op de 110 m horden in 1977. In 1980 evenaarde hij met een tijd van 13,9 s het Belgisch record van Wilfried Geeroms. Elektronisch haalde hij op het Belgisch kampioenschap van 1981 een besttijd van 14,02 s. In totaal veroverde hij tot 1982 vijf titels op deze afstand.   
Fridenbergs was ook gespecialiseerd in de tienkamp. Hij veroverde in 1978 en 1979 de Belgische titel en werd in 1981 tweede met een persoonlijk record van 7606 punten.
Na zijn carrière werd Fridenbergs trainer. 

### Clubs
Fridenbergs was aangesloten bij Dour Sports en RCA Spa. 

## Belgische kampioenschappen
| Onderdeel    | Jaar                         |
| ------------ | ---------------------------- |
| 110 m horden | 1977, 1979, 1980, 1981, 1982 |
| tienkamp     | 1978, 1979                   |

### Persoonlijke records
| Onderdeel              | Prestatie | Datum           | Plaats |
| ---------------------- | --------- | --------------- | ------ |
| 110 m horden           | 13,9 s    | 18 juni 1980    | Heizel |
| 110 m horden (electr.) | 14,02 s   | 9 augustus 1981 | Heizel |
| tienkamp               | 7.607 p   | 1981            |        |

## Palmares

### 110 m horden
- 1977:  BK AC -14,2 s
- 1979:  BK AC -14,0 s
- 1980:  BK AC -14,55 s
- 1981:  BK AC -14,02 s
- 1982:  BK AC -14,26 s

### tienkamp
- 1978:  BK AC – 7.588 p
- 1979:  BK AC – 7.317 p
- 1981:  BK AC – 7.606 p